# Neil Gorsuch
Neil Gorsuch (* 29. srpna 1967) je právník ze Spojených států amerických, od 10. dubna 2017 jeden ze soudců Nejvyššího soudu Spojených států amerických.
Do funkce byl nominován prezidentem Donaldem Trumpem 31. ledna 2017 na místo uvolněné od úmrtí Antonina Scalii v únoru 2016, 7. dubna 2017 jeho nominaci schválil Senát Spojených států amerických a Gorsuch se úřadu ujal 10. dubna 2017.
Bakalářský titul získal na Kolumbijské univerzitě v roce 1988, pak získal v roce 1991 doktorát z práv na Harvardově univerzitě a v roce 2004 Ph. D. na Oxfordské univerzitě.